# 库特沙伊德
库特沙伊德是德国莱茵兰-普法尔茨州的一个市镇。总面积5.10平方公里，总人口936人，其中男性468人，女性468人（2011年12月31日），人口密度184人/平方公里。